# يوليوس بيكر
يوليوس بيكر (بالألمانية: Julius Becker)‏ (و. 1811 – 1859 م) هو ملحن، ومؤلف، وعالم موسيقى، وكاتب ألماني، ولد في فرايبرغ، يستخدم آلات أورغن، توفي عن عمر يناهز 48 عاماً.